# Augusta Braxton Baker
Augusta Braxton Baker (1er avril 1911, Baltimore - 23 février 1998, Columbia, Caroline du Sud) est une conteuse et bibliothécaire afro-américaine spécialisée dans le domaine la littérature jeunesse.

## Biographie
Augusta Braxton Baker est née le 1er avril 1911 à Baltimore, fille unique d'un couple d'enseignants, Winfort J. Braxston et Mabel R. Gough, qui l'initient dès son plus jeune âge au plaisir de la lecture. Après avoir étudié dans l'école secondaire où enseignait son père, elle rejoint à 16 ans l'Université de Pittsburgh. C'est là qu'elle rencontre son premier mari, James Henry Baker, Jr, avant de rejoindre l'actuelle université d'État de New York à Albany où elle décroche un Baccalauréat universitaire ès lettres en 1933 et un Baccalauréat universitaire en sciences en « library science » l'année suivante.
Après quelques années comme enseignante, Baker est contactée par Anne Carroll Moore (en) qui a obtenu son nom après s'être renseignée auprès des écoles de bibliothécaires aux États-Unis pour obtenir les noms de leurs diplômés afro-américains spécialisés en littérature jeunesse. Moore qui est alors à la tête du service jeunesse de la New York Public Library cherche à étoffer son équipe. Si Baker se montre dans un premier temps réticente à cette proposition, elle finit par accepter et rejoint en 1937 la New York Public Library au sein de la branche de la 135e rue à Harlem.
Consternée par le traitement accordé aux Noirs dans la littérature jeunesse, elle s'attelle à la constitution d'un fonds qui permette aux jeunes Afro-américains de se projeter dans des rôles inspirants et à l'ensemble des jeunes d'avoir une vision plus équilibrée des Afro-Américains. Dès 1938, elle publie une première bibliographie répondant aux critères qu'elle s'est fixée et qui se limite à une quarantaine de titres.
En 1944, après avoir divorcé de JH Baker, elle se marie avec Gordon Alexander.
En 1946, elle coordonne un fascicule de 16 pages intitulé « Books about Negro Life for Children ». Cette bibliographie sera régulièrement mise à jour, et témoigne du développement du pan de littérature jeunesse impliquant des Afro-américains puisqu'en 1971, l'édition intitulée « The Black Experience in Children's Books » contient plus d'une centaine de pages.
Au cours de sa carrière à la NYPL, elle gravit les échelons jusqu'à devenir en 1961 la coordinatrice de l'ensemble des secteurs jeunesse des bibliothèques de New York. Elle occupera ce poste jusqu'à sa retraite en 1974.

## Distinctions
En 1974, elle remporte le prix Clarence Day décerné par l'American Library Association et devient ainsi la première Afro-américaine récipiendaire de ce prix,.